# USS LST-167
O USS LST-167 foi um navio de guerra norte-americano da classe LST que operou durante a Segunda Guerra Mundial.